# Kunstpreis der Stadt Zürich
Der Kunstpreis der Stadt Zürich wird in dieser Form seit 1999 jährlich vom Stadtrat auf Antrag der Kulturkommissionen des Präsidialdepartements verliehen. Er ist mit 50'000 Franken dotiert. In den Jahren 1932 bis 1998 vergab die Stadt Zürich bereits Preise in verschiedenen Kategorien und Kunstbereichen.

## Preisträger
- 1999: Theater am Neumarkt
- 2000: Peter von Matt
- 2001: Pipilotti Rist
- 2002: David Zinman
- 2003: Hans Josephsohn
- 2004: Pierre Favre
- 2005: Franz Hohler
- 2006: Bruno Ganz
- 2007: Heinz Spoerli
- 2008: Hanna Johansen
- 2009: Stephan Eicher
- 2010: Peter Liechti
- 2011: Ruedi Häusermann
- 2012: Klaudia Schifferle
- 2013: Nello Santi
- 2014: Werner Düggelin
- 2015: Markus Imhoof
- 2016: Ruth Schweikert
- 2017: Christoph Marthaler
- 2018: Alexandra Bachzetsis
- 2019: Nik Bärtsch
- 2020: Harald Naegeli
- 2021: Big Zis
- 2022: Ursula Biemann
- 2023: Cyril Schäublin
- 2024: Gertrud Leutenegger
- 2025: Simone Keller[2]

## Weblink
- Kunstpreis auf der Website der Stadt Zürich